# Kaltental
Kaltental è un comune tedesco di 1 658 abitanti, situato nel land della Baviera.